# Børnebiblioteket er bare bedst
Børnebiblioteket er bare bedst er en dansk dokumentarfilm fra 1988 instrueret af Jesper Klein.

## Handling
Denne artikel mangler et handlingsreferat. Hjælp os med at skrive det.